# Horatio Thomas Austin

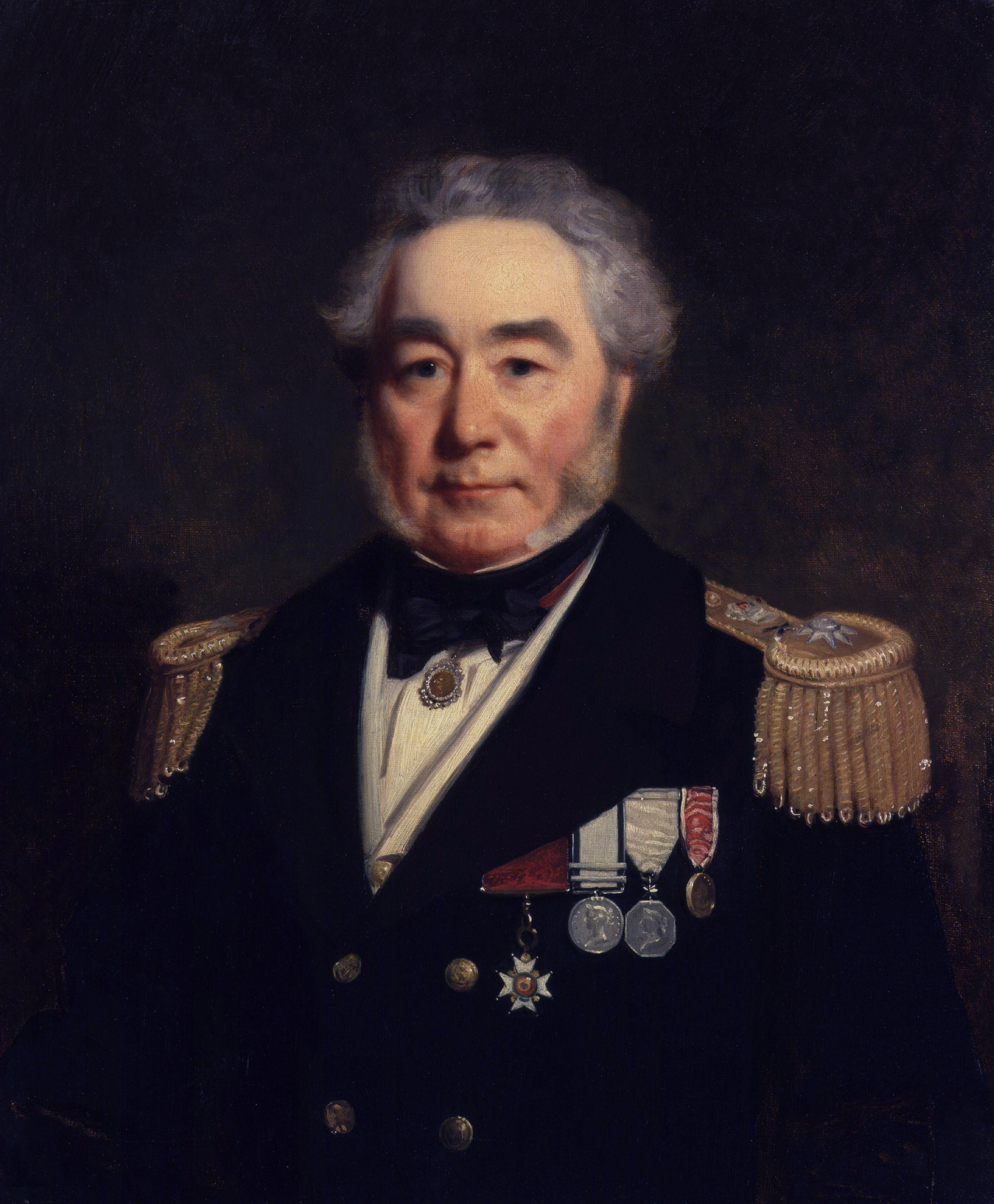
Horatio Thomas Austin, Stephen Pearce, 1860

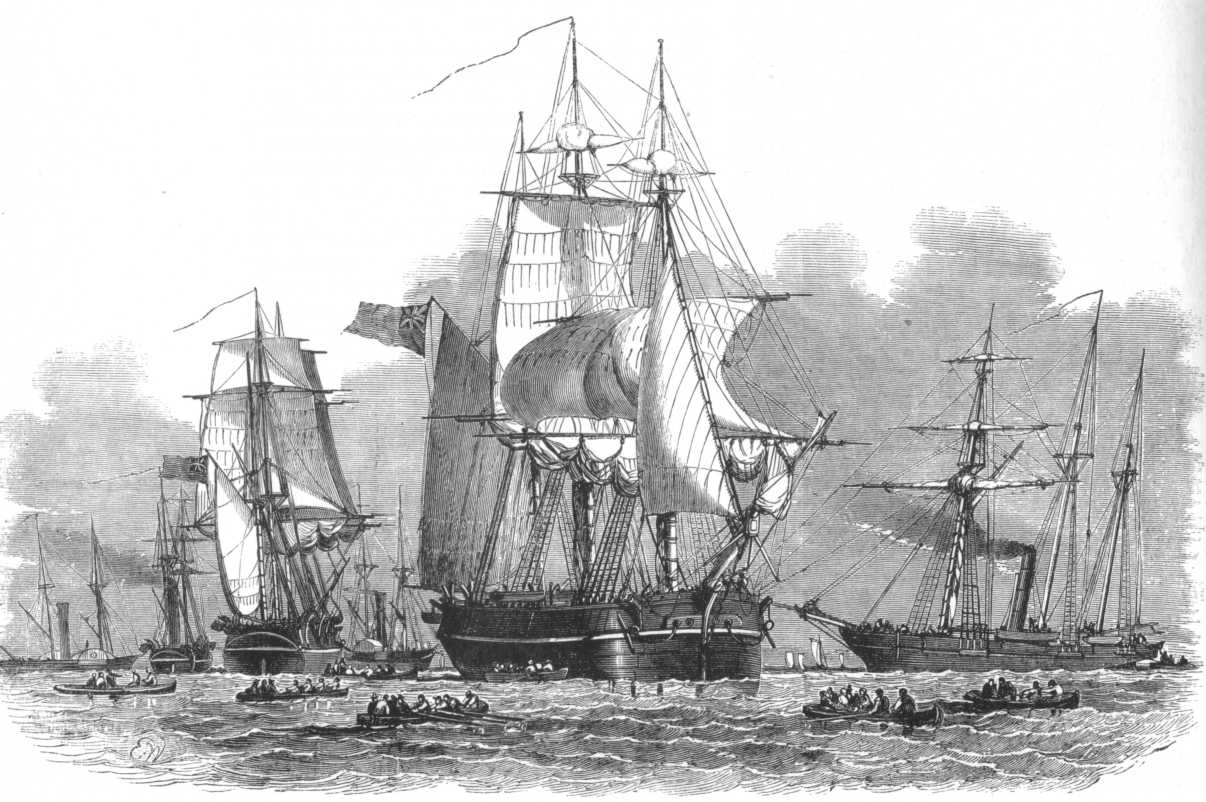
HMS Resolute und das 1850 von Austin befehligte Geschwader

Sir Horatio Thomas Austin (* 10. März 1800 in Brompton, Kent; † 16. November 1865 in London) war britischer Marineoffizier der Royal Navy, zuletzt im Rang eines Vizeadmirals. Er nahm an mehreren Expeditionen in die kanadische Arktis teil.

## Leben und Wirken
Austin war der Sohn des ersten Bootsmannes von Admiral Horatio Nelson und letzterer war auch sein Taufpate.
Er diente 1824 unter William Edward Parry während dessen dritter Arktis-Expedition auf der HMS Fury, die 1825 an der Ostküste von Somerset Island Schiffbruch erlitt. Von 1827 bis 1831 segelte er unter Henry Foster auf dem Vermessungsschiff HMS Chanticleer in antarktische Gewässer. Nach Fosters Tod übernahm er stellvertretend das Kommando über das Schiff. Im Zuge dieser Forschungsfahrt wurden die Austin Rocks, eine Gruppe von Rifffelsen zwischen den Südlichen Shetlandinseln und der Antarktischen Halbinsel, nach ihm benannt.
Von 1834 bis 1839 kommandierte er im Mittelmeer die HMS Medea, brachte damit 1835 König Ludwig I. von Bayern und dessen Gemahlin, Königin Therese, im britischen Auftrag zu einem Staatsbesuch nach Griechenland, stand den Majestäten dort mit dem Schiff zur Verfügung und beförderte sie 1836 auch wieder zurück. Horatio Thomas Austin erhielt ein persönliches Dankschreiben der Königin und wurde vom König mit dem Ritterkreuz des Verdienstordens der Bayerischen Krone ausgezeichnet.
Nachdem 1849 die ersten Suchexpeditionen nach der verschwundenen Franklin-Expedition ohne Erfolg zurückgekehrt waren, übernahm Austin 1850 das Kommando über die Schiffe HMS Resolute, HMS Assistance, HMS Intrepid und HMS Pioneer. Am 23. Mai entdeckte schließlich die von Erasmus Ommanney geführte Assistance auf der Beechey-Insel die ersten Spuren der Expedition Franklins, nämlich dessen Winterlager aus dem Jahre 1845. Dabei lief die Kommunikation zwischen Austin und seinem Kollegen William Penny, der die beiden Schiffe HMS Lady Franklin und HMS Sophia befehligte, recht konfliktträchtig ab (siehe Artikel William Penny), woraufhin beide Suchtrupps schließlich ihre eigentliche Mission aufgaben und in die Heimathäfen zurückkehrten.
In England musste er sich für dieses unangebrachte Verhalten vor einem Untersuchungsausschuss der Royal Navy verantworten, der jedoch weder ihm noch William Pennys schwerwiegende Fehler nachweisen konnte. Zu seinen herausragenden Leistungen während dieser Zeit darf wohl die Organisation von mehreren Langstrecken-Schlittenexpeditionen zusammen mit Francis Leopold McClintock gezählt werden, bei denen die Melvilleinsel, die Prince-of-Wales-Insel, die Byam-Martin-Insel und die Somerset-Insel erkundet wurden.
Am 28. März 1865 wurde er als Knight Commander des Bathordens (KCB) geadelt.